# Malvin (Name)
Malvin (auch Malwin) ist ein althochdeutscher Vorname. Er leitet sich von den Worten Mahal für Gerichtsplatz und Winni für Freund ab, was in der Kombination Gerechter Freund bedeutet. Eine andere Ableitung gibt das Altdeutsche Mal für Markt als Herkunft an, und als Bedeutung Ratgeber (vor Gericht) oder Guter Freund an. Im französischen und englischen Sprachraum wird Malvin als Familienname und Vorname gebraucht. Der Name leitet sich dort von Malle für schlecht und Ville für Siedlung ab. Die weibliche Form des Namens ist Malwine.

## Namensträger
- Melvin Calvin (auch Malvin Calvin), (1911–1997), US-amerikanischer Chemiker
- Malvin Russell Goode (1908–1995), US-amerikanischer Journalist
- Malvin Kamara (* 1983), Fußballspieler in England, Herkunft Sierra Leone
- Malvin Wald (1917–2008), US-amerikanischer Schriftsteller

- Antoine de Malvin de Montazet (1713–1788), französischer Theologe, Erzbischof von Lyon 1759–1788
- Arthur Malvin (1922–1906), US-amerikanischer Komponist
- Dan Malvin, US-amerikanischer Spezialist für Visual Effects

- Malvino Salvador (* 1976), brasilianischer Schauspieler

## Verwandte Namen
- Melville, Melvyn, Melvin